# Lažiště
Lažiště (deutsch Groß Laschitz, früher Laschitz) ist eine Gemeinde in Tschechien. Sie liegt fünf Kilometer südwestlich von Husinec in Südböhmen und gehört zum Okres Prachatice.

## Geographie

### Lage

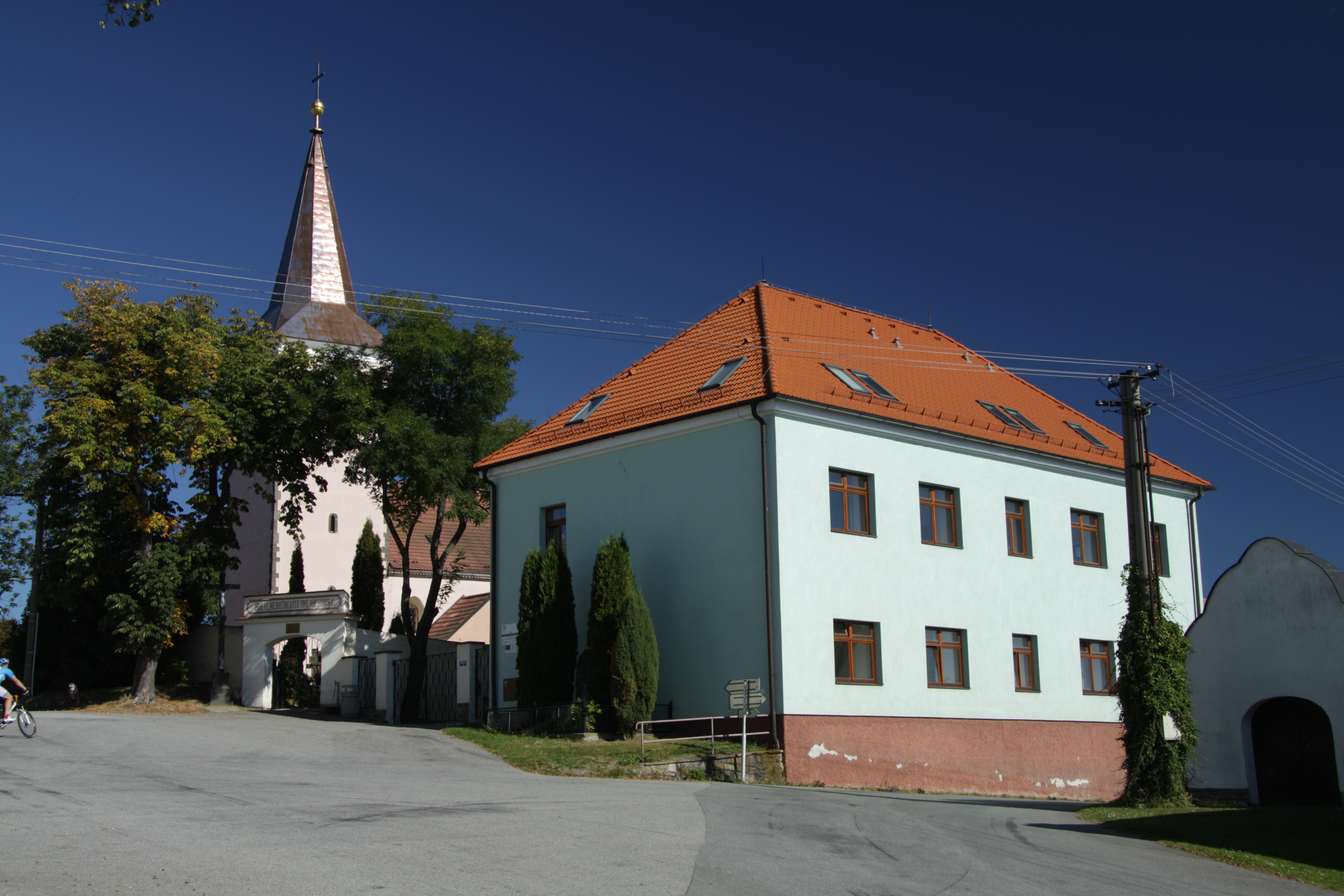
Dorfplatz

Lažiště befindet sich auf einer Terrasse linksseitig über dem Zusammenfluss des Baches Žárovenský potok (Rebenbach) mit dem Němčský potok (Mlenečbach) im Vorland des Böhmerwaldes. Nördlich erhebt sich der Němč (697 m), im Nordosten der Hájek (696 m), östlich die Pintovka (683 m), im Südosten der Stráž (701 m), westlich die Studená (885 m) sowie der Lomec (766 m) und Běleč (Meykow, 923 m) im Nordwesten.
Nachbarorte sind Dachov, Horní Kožlí, Dolní Kožlí und U Silnických im Norden, Pěčnov und Horouty im Nordosten, Dvory und Podedvorský Mlýn im Osten, Oseky und Zábrdí im Südosten, Milešín, Kratušín und Drslavice im Süden, Studená, Švihov und Škarez 1.díl im Südwesten, Škarez 2.díl und Vojslavice im Westen sowie Kosmo und Žárovná im Nordwesten.

### Gemeindegliederung
Für die Gemeinde Lažiště sind keine Ortsteile ausgewiesen. Zu Lažiště gehört die Ansiedlung Milešín.

### Nachbargemeinden
| Žárovná          | Vlachovo Březí                              |        |
| Šumavské Hoštice | Kompassrose, die auf Nachbargemeinden zeigt | Dvory  |
|                  | Drslavice                                   | Zábrdí |

## Geschichte
Archäologische Funde einer slawischen Burgstätte und eines Gräberfeldes belegen eine Besiedlung der Gegend schon seit der Ankunft der Slawen.
Der Ort entstand wahrscheinlich durch Brandrodung, sein Name leitet sich vom Laßraum ab und wandelte sich im Laufe der Zeit von Laziště, Laschitz, Lažice zur heutigen Namensform. Bei Untersuchungen von alten Goldseifen wurden im Jahre 1976 Reste von Keramik aus dem 14. Jahrhundert aufgefunden.
Die erste schriftliche Erwähnung von Lažiště erfolgte im Jahre 1352 als eines der 23 Dörfer der Burg Hus. Im selben Jahre wurde in einem päpstlichen Zinsverzeichnis auch eine Kirche erwähnt, deren Weihe zum hl. Nikolaus jedoch erst 1402 erfolgte. Im Jahre 1553 brach im Hof des Bauern Vondra ein Großfeuer aus, das acht Gehöfte an der rechten Seite des Dorfplatzes vernichtete. Am Übergang vom 16. zum 17. Jahrhundert ist die Existenz eines Silberbergwerkes am Švihov nachweislich. Besitzer der Güter war zu dieser Zeit Peter Wok von Rosenberg, ihm folgte sein Bruder Wilhelm von Rosenberg, danach Wolf Nowohradsky von Kolowrat. Er ließ noch 1620 die vordem hussitische Pfarre aufheben und Lažiště nach Prachatice einpfarren. Die Bewohner des Dorfes waren zu dieser Zeit Drangsalierungen ausgesetzt. Die bei Drslavice stationierten kaiserlichen Truppen nahmen den Bauern Matouš Němec gefangen, er verstarb in der Haft. Der Ortsrichter Stuchel, dessen Familie das Speicherhaus Nr. 15 300 Jahre lang gehört hatte, wurde zusammen mit seiner Frau hingerichtet, da er sich geweigert hatte, dem Militär Lebensmittel und Futter zu geben. Im Jahr 1629 ermordete das Militär den Bauern Jíra Jiroušek. 1630 erwarb Hans Ulrich von Eggenberg den Besitz. 1673 wurde in Lažiště wieder eine eigene Pfarre eingerichtet. Johann Christian von Eggenberg vererbte die Güter 1710 seiner Frau Marie Ernestine von Schwarzenberg, welche sie 1719 ihrem Bruder Adam Franz Fürst von Schwarzenberg hinterließ. Ihm folgten 1732 sein Sohn Joseph Adam Fürst von Schwarzenberg, ab 1782 Johann I. Nepomuk Anton Fürst von Schwarzenberg und ab 1789 Joseph II. Fürst von Schwarzenberg, den 1833 sein Sohn Johann Adolf II. Fürst von Schwarzenberg beerbte. Im Jahre 1840 bestand Laschitz/Lažisstie aus 37 Häusern mit 330 Einwohnern. Unter herrschaftlichem Patronat standen die Pfarrkirche und die Schule. Laschitz war Pfarrort für Pietschnau, Scharowna, Drißlawitz, Dwur, Schwihau (Švihov), Klistau (Chlístov), Kratosin und Zabrd. Bis zur Mitte des 19. Jahrhunderts blieb das Dorf immer der Allodialherrschaft Winterberg untertänig.
Nach der Aufhebung der Patrimonialherrschaften bildete Lažiště/Laschitz ab 1850 eine Gemeinde in der Bezirkshauptmannschaft Prachatice. Zu Beginn des 20. Jahrhunderts wurde alternativ zu Lažiště auch Lažice als amtlicher Ortsname verwendet. Seit 1924 gilt nur noch Lažiště als amtlicher tschechischer Ortsname. Nachdem Prachatice 1938 infolge des Münchner Abkommens an das Deutsche Reich abgetreten werden musste, verblieb Lažiště bei der Tschechoslowakei, weil es im tschechischsprachigen Gebiet lag und gehörte zwischen 1938 und 1945 zum Bezirk Písek und Gerichtsbezirk Netolice. Nach dem Ende des Zweiten Weltkriegs kam die Gemeinde wieder zum Okres Prachatice zurück. Der Ortskern von Lažiště wurde 1995 wegen der erhaltenen Gehöfte in Volksbauweise des Böhmerwaldes zum ländlichen Denkmalschutzgebiet erklärt.

## Sehenswürdigkeiten
- Kirche des hl. Nikolaus, der im 13. Jahrhundert errichtete romanische Bau wurde später gotisch und barock umgestaltet. Zwischen 1935 und 1937 wurden in der Kirche historische Fresken entdeckt und restauriert.
- Textilmuseum (Návštěvnické centrum textilu) in der alten Schule; die 15 Stationen der interaktiven Ausstellung entstanden in Zusammenarbeit mit Textil-Fakultät der Technischen Universität Liberec
- Relikte von Goldseifen
- St.-Adalbert-Brunnen an der Straße nach Dvory
- Gehöfte in Volksbauweise des Böhmerwaldes

## Persönlichkeiten
- Bernard von Věžice war von 1372 von 1404 Pfarrer in Lažiště und enger Vertrauter des Propstes von Vyšehrad. Ihm wurde durch Papst Bonifatius IX. ein besonderes Privileg zur Wahl eines Beichtvaters erteilt
- Miloslav Vlk wirkte von 1971 bis 1972 als Pfarrer in Lažiště